# نظرية الانفعال
نظرية الانفعال هي نظرية تسعى إلى تنظيم الانفعالات، التي تُستخدم في بعض الأحيان بشكل متبادل مع المشاعر أو المشاعر التي يختبرها الفرد بشكل شخصي، في فئات منفصلة، ولتجسيد مظاهرها الفيزيولوجية والاجتماعية والشخصية والداخلية. نوقشت نظرية الانفعال في علم النفس والتحليل النفسي وعلم الأعصاب والطب والتواصل بين الأشخاص والنظرية الأدبية والنظرية النقدية والدراسات الإعلامية ودراسات النوع الاجتماعي من بين مجالات أخرى. تُعرّف نظرية الانفعال بطرق مختلفة اعتمادًا على المجال التي توضع فيه.
تُعزى نظرية الانفعال في الأصل إلى عالم النفس سيلفان تومكينز الذي طرحها في أول مجلدين من كتابه بعنوان «إدراك تصور الانفعال» (1962). يستخدم تومكينز مفهوم الانفعال للإشارة إلى «الجزء البيولوجي من العاطفة» والمعروف باسم «الآليات المثيرة بشدة والمبرمجة مسبقًا والمنتقلة وراثيًا الموجودة في كل واحد منا»، والتي تورّث «نمطًا معروفًا من الأحداث البيولوجية» عند إطلاقها. من المعروف أيضًا أن التجربة الانفعالية عند البالغين هي نتيجة للتداخلات بين الآلية الفطرية و«مصفوفة معقدة للتكوينات الانفعالية المتداخلة والمتفاعلة».

## نظرية الانفعال في علم النفس

### الانفعالات التسعة لسيلفان تومكينز
هناك تسعة انفعالات أساسية وفقًا لعالم النفس سيلفان تومكينز. يميز تومكينز الانفعالات بمستويات حماسية عالية أو منخفضة ومن خلال تعبيرها الفيزيولوجي:

#### الانفعالات الإيجابية
- المتعة/ الفرح (يتجسد برد فعل على النجاح أو الدافع للمشاركة)، وتسبب ظهور الابتسامة مع شفاه متباعدة وبارزة.
- الاهتمام/ الإثارة (يتجسد برد فعل على موقف جديد أو الدافع للحضور)، وتسبب خفض الحواجب نحو الأسفل مع تتبع العينين والنظر إلى الأعين الأخرى والاستماع بتركيز.

#### الانفعالات الحيادية
- المفاجأة/ الاندهاش (يتجسد برد فعل على التغيير المفاجئ/ إعادة ضبط الدوافع)، وتسبب رفع الحواجب نحو للأعلى وطَرْف العينين.

#### الانفعالات السلبية
- السخط/ الغضب (يتجسد برد فعل على التهديد أو الدافع للهجوم)، وتسبب العبوس وشد الفك واحمرار الوجه.
- الاشمئزاز (يتجسد برد فعل على الذوق أو الدافع للتجاهل)، ويسبب رفع الشفة السفلية وبروزها وتوجيه الوجه نحو الأمام والأسفل.
- القرف من رائحة ما (يتجسد برد فعل على الروائح الكريهة/ الدافع للتجنب وهو أقرب للنفور)، وتسبب رفع الشفة العليا وإبعاد الرأس إلى الخلف.
- الضيق/ الكآبة (يتجسد برد فعل على خسارة شيء ما/ الدافع على الحداد)، وتسبب البكاء والتنفيس الإيقاعي وتقوس الحواجب وخفض الفم نحو الأسفل.
- الخوف/ الإرهاب (يتجسد برد فعل على خطر ما/ الدافع للركض أو الاختباء)، وتسبب التحديق الثابت وشحوب الوجه والبرودة والتعرق وانتصاب الشعر.
- الخجل/ الإذلال (يتجسد برد فعل على الفشل/ الدافع لمراجعة السلوك)، وتسبب خفض العينان والرأس نحو الأسفل والاحمرار.

### تطبيقات إرشادية
تتضمن الصحة العقلية الأمثل وفقًا لتومكينز زيادة الانفعالات الإيجابية وتقليل الانفعالات السلبية، ويجب أيضًا التعبير عن الانفعال بشكل صحيح حتى يتمكن الآخرين من تحديد ماهية الانفعال.
تُستخدم نظرية الانفعال أيضًا بشكل إرشادي في التحقيقات حول الحميمية والعلاقات الحميمة. يصف كيلي العلاقات بأنها اتفاقيات تُعقد للعمل بشكل تعاوني من أجل زيادة الانفعالات الإيجابية وتقليل الانفعالات السلبية إلى الحد الأدنى. يطلب هذا المخطط مثل مخطط «الصحة العقلية الأمثل» أن يعبّر الأفراد في العلاقة عن الانفعالات لبعضهم البعض من أجل تحديد حالتهم الانفعالية.

يمكن لهذه المخططات أيضًا وصف الأهداف الطبيعية والضمنية. على سبيل المثال، يستخدم دونالد ناثانسون الانفعال لإنشاء قصة سردية لأحد مرضاه:
«أظن أن سبب رفضه مشاهدة الأفلام هو الخوف الشديد من الانزعاج من الانفعال الذي يظهر على الشاشة، وإن الانفعال المتبادل الذي يتردد على معظمنا في مسرح السينما ليس سوى مصدر قلق آخر بالنسبة له. إن رفضه للمخاطرة بمجموعة الانفعالات السلبية والإيجابية المرتبطة بالحياة الجنسية يحرم أي علاقة ممكنة من واحدة من أفضل فرصها بالنجاح بأول قاعدتين من مخطط كيلي أو تومكينز؛ وبالتالي يمكن فهم مشاكله مع العلاقة الحميمة من جانب واحد فقط كجدار عاطفي كبير للغاية وفي جانب آخر كمشكلة داخلية بحتة مع التعبير وإدارة انفعاله الخاص».
يدّعي تومكينز أن «المسيحية أصبحت دينًا عالميًا قويًا بدورها بسبب حلولها العامة لمشكلة الغضب والعنف والمعاناة مقابل الحب والمتعة والسلام».

### محاولات لتصنيف الانفعالات في علم النفس
تجسد الفكاهة موضوع نقاش خام في نظرية الانفعال. أظهرت بعض دراسات المظاهر الفيزيولوجية للفكاهة أنها تثير تعبيرات وجهية مميزة للغاية. أظهرت بعض الأبحاث دليلًا على أن الفكاهة يمكن أن تكون ردًا على تضارب بين الانفعالات السلبية والإيجابية مثل الخوف والمتعة، ما يؤدي إلى حدوث تقلصات تشنجية لبعض أجزاء الجسم وخاصة في منطقة الحجاب الحاجز، وذلك بالإضافة إلى بعض التقلصات في عضلات الخد العليا. تشمل الانفعالات الإضافية التي تبدو أنها مفقودة بالنسبة لتصنيف تومكينز الراحة والاستسلام والارتباك من بين انفعالات كثيرة أخرى.
يُلاحظ انفعال الفرح من خلال ظهور الابتسامة على الوجه. يمكن التعرف على هذه الانفعالات من خلال ردود الفعل الفورية للوجه التي تظهر على الأشخاص عن طريق المحفزات، وعادة قبل أن يتمكنوا من معالجة أي رد فعل حقيقي على المحفّز.

## النظرية النقدية
اكتُشفت نظرية الانفعال في الفلسفة ونظرية التحليل النفسي ودراسات النوع الاجتماعي ونظرية الفن. أُطلق على أيف سيدجويك ولورين بيرلانت لقب «عالمتا الانفعال النظريتان» اللتان كتبتا من زاوية النظرية النقدية. اعتمد العديد من العلماء النظريين النقديين الآخرين اعتمادًا كبيرًا على نظرية الانفعال بما في ذلك إليزابيث بوفينيلي. أُخذت نظرية الانفعال من المستقلين الماركسيين بمن فيهم فرانكو بيراردي ومايكل هارد وأنطونيو نيغري، ومن النسويات الماركسيات بما في ذلك سيلما جيمس وسيلفيا فيديريسي، واللتان نظرتا في المظاهر المعرفية والمادية لنوع اجتماعي معين وأدوا أدوارًا من بينها تقديم الرعاية. تصف العالمة النظرية النقدية سارة أحمد الانفعال بأنه «ثابت» في مقالتها بعنوان «الأشياء السعيدة» لشرح العلاقة المستمرة بين «الأفكار والقيم والأشياء».

## التواصل الشخصي
يُقام هذا الوضع غير اللفظي (غير الكلامي) لنقل المشاعر والتأثير للعب دور رئيسي في العلاقات الحميمة. يسعى نموذج الأمان العاطفي لعلاج الأزواج إلى تحديد الرسائل الانفعالية التي تحدث في العلاقة الزوجية العاطفية (مشاعر الشركاء حول أنفسهم وبعضهم البعض وحول علاقتهم)، والأهم من ذلك، الرسائل المتعلقة بالتعلق الآمن وكيفية تقييم كل فرد.
إن أحد التطبيقات العملية لنظرية الانفعال هو دمجها في علاج الأزواج. توجد صفتان مميزتان للانفعالات لها تأثيرات قوية على العلاقات الحميمة:
أولًا: يقول تومكينز إن التجاوب الانفعالي هو الميزة المركزية للانفعالات التي تشير إلى ميل الشخص إلى التجاوب وتجربة الانفعال نفسه استجابةً لإظهار استجابة الانفعال من قبل شخص آخر، ويُعتقد أحيانًا أنه «شيء معدٍ». يُعتبر التجاوب الانفعالي الأساس الأصلي لجميع الاتصالات البشرية، فقد وُجدت الابتسامة والإيماءة قبل وجود الكلمات.
ثانيًا: يقول تومكينز أيضًا إن الانفعالات توفر شعورًا بالإلحاح للمسببات الأقل قوة. يعني هذا أن الانفعالات هي مصادر قوية للدوافع. يقول تومكينز إن الانفعالات تجعل الأشياء الجيدة أفضل والأشياء السيئة أسوأ.